# Ingemar Ihlis
Ingemar Ihlis, född 6 maj 1950, är en svensk musiker.
Ihlis är dragspelare, violinist, trumpetare och pianist och har studerat violin vid Kungliga Musikhögskolan. Han är folkmusiker, musiklärare och dansbandsmusiker och har arrangerat revymusik m.m. Han spelar med "Leksandslåt & Vänner", "Bortalaget"och ”Luffarorkestern". Under 70- och 80-talet spelade han med Evert Sandins orkester.
Ingemar Ihlis är far till Anna Ihlis.

## Diskografi
- 2001 Kvinna i nöd[5]
- 2002 Midsommar vid Siljan[6]
- 2004 Koral och folkton från Österdalarna[7]